# Форколи (Пиза)
Форколи је насеље у Италији у округу Пиза, региону Тоскана.
Према процени из 2011. у насељу је живело 1780 становника. Насеље се налази на надморској висини од 38 м.